# Ohlstadt
Ohlstadt – miejscowość i gmina w Niemczech, w kraju związkowym Bawaria, w rejencji Górna Bawaria, w regionie Oberland, w powiecie Garmisch-Partenkirchen, siedziba wspólnoty administracyjnej Ohlstadt. Leży około 18 km na północny wschód od Garmisch-Partenkirchen, nad rzeką Loisach, przy autostradzie A95.

## Dzielnice
Ohlstadt, Weichs, Schwaiganger, Pömmetsried, Bartlmähmühle

## Demografia
| Rok  | Liczba mieszk. |
| ---- | -------------- |
| 1970 | 2 427          |
| 1987 | 2 609          |
| 2000 | 3 243          |
| 2005 | 3 298          |

### Struktura wiekowa
Dane o ludności z 31 grudnia 2008:
| Opis                                | Ogółem | Ogółem | Kobiety | Kobiety | Mężczyźni | Mężczyźni |
| ----------------------------------- | ------ | ------ | ------- | ------- | --------- | --------- |
| Jednostka                           | osób   | %      | osób    | %       | osób      | %         |
| Populacja                           | 3277   | 100    | 1725    | 52,64   | 1552      | 47,36     |
| Wiek przedprodukcyjny (0–17 lat)    | 629    | 19,19  | 321     | 9,8     | 308       | 9,4       |
| Wiek produkcyjny (18–65 lat)        | 2020   | 61,64  | 1054    | 32,16   | 966       | 29,48     |
| Wiek poprodukcyjny (powyżej 65 lat) | 628    | 19,16  | 350     | 10,68   | 278       | 8,48      |

## Polityka
Wójtem gminy jest Anton Fischer z NLO, wcześniej funkcję tę pełniła Ingrid Bässler, rada gminy składa się z 16 osób.
|      | CSU | UWG | BV | NL | Razem |
| 2008 | 6   | 3   | 3  | 4  | 16    |
| 2002 | 6   | 4   | 3  | 3  | 13    |

## Oświata
W gminie znajduje się przedszkole (87 dzieci w roku szkolnym 2008/2009) oraz szkoła podstawowa z częścią Hauptschule (9 nauczycieli, 163 uczniów).